# 施萊 (北卡羅萊納州)
施萊（英語：Schley）是位於美國北卡羅萊納州奧蘭治縣的非建制地區。

## 歷史
施萊的郵局於1898年設立，其後於1907年停運。

## 地理
施萊所處的海拔為高於海平面178米（即584英呎），而該地所採用的時區為UTC-5，即北美东部时区（EST）。同時該地設有夏令時間，為UTC-5調快一小時，即UTC-4（EDT）。